# Kululu
Kululu ist eine frühere Gemeinde und heute ein Ortsteil von Akkışla im gleichnamigen Bezirk Akkışla der türkischen Provinz Kayseri.
Kululu liegt im Südosten des Bezirks etwa vier Kilometer südwestlich von Akkışla und 60 Kilometer östlich des Provinzzentrums Kayseri. Der Ort ist über eine Landstraße mit der etwa 15 Kilometer nordwestlich verlaufenden Fernstraße D-260 verbunden, die Kırşehir im Westen mit Elazığ im Osten verbindet.
Im Ort und seiner Umgebung wurden mehrere späthethitische Stelen, Stelenfragmente und Teile von Skulpturen gefunden, die heute im Archäologischen Museum Kayseri ausgestellt sind. Dazu gehören
- Stele Kululu 1
- Stele Kululu 2
- Stele Kululu 3
- Stele Kululu 4

sowie weitere Stelen und fragmentierte Skulpturen.